# Landesregierung Mikl-Leitner III
Die Landesregierung Mikl-Leitner III bildet seit dem 23. März 2023 die niederösterreichische Landesregierung in der XX. Gesetzgebungsperiode.
- SPÖ: 2
- ÖVP: 4
- FPÖ: 3

## Geschichte
Aufgrund des Proporzsystems sind nach der Landtagswahl in Niederösterreich 2023 am 29. Jänner 2023 in der Landesregierung vier Vertreter der ÖVP (minus zwei), zwei der SPÖ und drei Vertreter der FPÖ (plus zwei).
Die ÖVP fixierte das Regierungsteam vor Beginn der Verhandlungen, Johanna Mikl-Leitner, Stephan Pernkopf, Christiane Teschl-Hofmeister und Ludwig Schleritzko blieben weiter Mitglied des Regierungsteams. Der bisherige Landesrat Jochen Danninger wurde als Nachfolger von Klaus Schneeberger zum Klubobmann gewählt, der bisherige Landesrat Martin Eichtinger schied aus der Regierung aus.
Am 14. Februar 2023 begannen Volkspartei und Sozialdemokraten mit den Verhandlungen über ein Arbeitsübereinkommen. Am 3. März 2023 verkündete der als Nachfolger von Franz Schnabl designierte Landesparteiobmann der SPÖ Niederösterreich Sven Hergovich die zentralen Punkte seiner Partei bei einer Pressekonferenz. In einem Interview mit der deutschen Wochenzeitung Die Zeit sagte er: „Bevor ich ein Übereinkommen unterzeichne, in dem nicht alle diese Punkte enthalten sind, hacke ich mir die Hand ab.“ In der Folge wurden die Verhandlungen zwischen ÖVP und SPÖ abgebrochen.
Am 17. März 2023 präsentierten ÖVP und FPÖ ein Arbeitsübereinkommen. Gottfried Waldhäusl (FPÖ) schied aus der Landesregierung aus und wurde Zweiter Landtagspräsident. Christoph Luisser übernahm die Agenden Sicherheit, Asyl und Zivilschutz, Susanne Rosenkranz wurde Landesrätin für Arbeit, Konsumentenschutz und Naturschutz.
Die konstituierende Sitzung des niederösterreichischen Landtags fand am 23. März 2023 statt, bei der Johanna Mikl-Leitner mit 24 von 41 gültig abgegebenen Stimmen zur Landeshauptfrau gewählt wurde. Insgesamt wären 56 Stimmen möglich gewesen. Die FPÖ hatte im Vorfeld angekündigt, ungültig zu wählen, zumal sie ja bereits im Wahlkampf beteuert hatte, Mikl-Leitner nicht ihre Stimme zu geben. Am Folgetag wurde Mikl-Leitner von Bundespräsident Alexander Van der Bellen erneut als Landeshauptfrau angelobt.
Am 31. März 2023 beendete die Akademie des Österreichischen Films aufgrund „der dort eingesetzten neuen Regierungskoalition zwischen ÖVP und FPÖ“ die Zusammenarbeit mit dem Land Niederösterreich. Damit wurde auf die Jahresförderung verzichtet, außerdem finden bis auf Weiteres keine Filmpreisverleihungen und Galaveranstaltungen mehr in Niederösterreich statt. Die Verleihungen des Österreichischen Filmpreises 2014, 2016, 2018, 2020 und 2022 fanden in Grafenegg statt.
Der Schriftstellerin Eva Rossmann wurde 2023 der mit 11.000 Euro dotierte Würdigungspreis des Landes Niederösterreich für Literatur zuerkannt, den sie aufgrund des Inkrafttretens des Gendererlasses der Landesregierung Mikl-Leitner III ablehnte.
Nach dem Wechsel von Ulrike Königsberger-Ludwig in die Bundesregierung Stocker folgte ihr am 27. März 2025 Eva Prischl als Gesundheitslandesrätin nach.
Für die Mitte 2025 beginnende Funktionsperiode der Volksanwaltschaft wurde Landesrat Christoph Luisser von der FPÖ als Nachfolger von Elisabeth Schwetz als Volksanwalt nominiert. Als sein Nachfolger als Landesrat wurde Martin Antauer designiert. Interimistisch übernahm Landeshauptfrau-Stellvertreter Udo Landbauer die Agenden des bisherigen Landesrates Christoph Luisser. Am 3. Juli 2025 wurde Antauer im Landtag als Landesrat angelobt.

## Regierungsmitglieder
| Amt                                                     | Bild | Name                         | Partei | Partei | Zuständigkeitsbereiche |
| ------------------------------------------------------- | ---- | ---------------------------- | ------ | ------ | --- |
| Landeshauptfrau                                         |      | Johanna Mikl-Leitner         |        | ÖVP    | Wirtschaft, Tourismus, Kultur, Personalangelegenheiten, europäische Integration, EU-Erweiterung, Außenbeziehungen des Landes                                                                           |
| Landeshauptfrau-Stellvertreter                          |      | Udo Landbauer                |        | FPÖ    | Infrastruktur, Verkehr, Sport, Teil der EU-Agenden |
| Landeshauptfrau-Stellvertreter                          |      | Stephan Pernkopf             |        | ÖVP    | Landwirtschaft, Energie, Umwelt, Wissenschaft und Forschung und Feuerwehren, Raumordnung, Regionalinitiativen samt Dorf- bzw. Stadterneuerung                                                          |
| Landesrat                                               |      | Martin Antauer               |        | FPÖ    | Sicherheit, Asyl und Zivilschutz; seit dem 3. Juli 2025 |
| Landesrat                                               |      | Sven Hergovich               |        | SPÖ    | Baurecht, SPÖ-Gemeinden |
| Landesrätin                                             |      | Eva Prischl                  |        | SPÖ    | Gesundheit, öffentliche Gesundheitsverwaltung, Kinder- und Jugendhilfe, Frauenhäuser und Obdachloseneinrichtungen seit 27. März 2025                                                                   |
| Landesrätin                                             |      | Susanne Rosenkranz           |        | FPÖ    | Arbeitsmarkt, Konsumentenschutz, Tierschutz und Naturschutz |
| Landesrat                                               |      | Ludwig Schleritzko           |        | ÖVP    | Finanzen, Landeskliniken, Gemeindeaufsicht |
| Landesrätin                                             |      | Christiane Teschl-Hofmeister |        | ÖVP    | Bildung, Soziales, Wohnbau |
| Vorzeitig ausgeschiedene Mitglieder der Landesregierung |      |                              |        |        | |
| Landesrätin                                             |      | Ulrike Königsberger-Ludwig   |        | SPÖ    | Gesundheit, öffentliche Gesundheitsverwaltung, Kinder- und Jugendhilfe, Frauenhäuser und Obdachloseneinrichtungen bis 3. März 2025, Wechsel als Staatssekretärin in den Bund (Bundesregierung Stocker) |
| Landesrat                                               |      | Christoph Luisser            |        | FPÖ    | Sicherheit, Asyl und Zivilschutz Niederösterreichischer Gesundheits- und Sozialfonds (NÖGUS) Wechsel in die Volksanwaltschaft am 1. Juli 2025, Nachfolger als Landesrat Martin Antauer                 |